# هاماسكايين

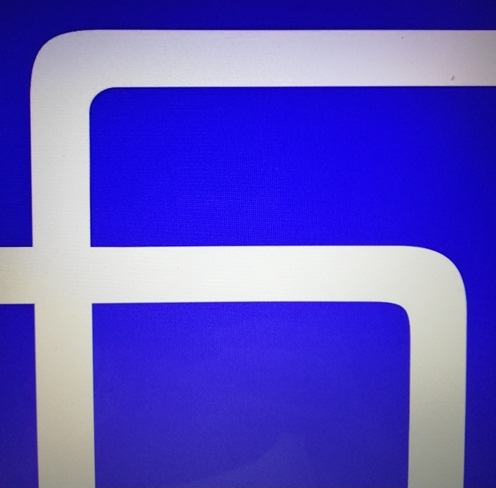

هاماسكايين، الاسم الكامل «جمعية هاماسكايين الأرمنية التربوية والثقافية» (بالأحرف اللاتينية: Hamazkayin بالأرمنية: Համազգային) جمعية منتشرة في معظم بقاع الانتشار الأرمني، وتدير عدة مدارس أرمنية ولديها نشاطات ثقافية ودور نشر وتصدر الكتب والمجلات الأدبية والفنية.
تأسست جمعية هاماسكايين في 28 مايو/أيار 1928 في القاهرة، مصر، من قبل المسرحي والمؤلف ليفون شانت، الوزير السابق والمؤرخ نيغول أغباليان، الوزير السابق هامو أوهانتشانيان والمسرحي كاسبار إيبيكيان.
للجمعية فروع في العديد من البلدان العربية مثل لبنان (بيروت، وبرج حمود، أنطلياس وعنجر)، وسوريا (دمشق، حلب، القامشلي، اللاذقية، كسب)، ومصر، وأوروبا، والأميركتين وأستراليا. تدير الجمعية عدة مدارس ومن ضمنها «مدرسة أصلانيان الثانوية» في أنطلياس، لبنان، وتملك مطبعة فاهي سيتيان في برج حمود، لبنان وتصدر مجلة «باكين» الفصلية الأدبية (شهرية سابقاً) في بيروت.

## وصلات خارجية
- الموقع العام لجمعية هاماسكايين
- موقع هاماسكايين سوريا